# Ahmed Fassi Fihri
Ahmed Fassi Fihri né le 6 aout 1936 à Oujda est un ancien haut fonctionnaire de l’administration marocaine et un ancien consultant permanent dans des organisations internationales comme l'UNESCO et la FAO.

## Parcours
Après des formations en sciences administratives et juridiques et en sciences de l’information, Ahmed Fassi Fihri a entamé sa carrière en étant nommé Khalifa détaché à la direction des agents d’autorité et des affaires politiques en 1956 puis chef du secrétariat particulier du ministre de l’intérieur en 1958.
En 1961, il devient chargé d’affaires de l’Ambassade du Royaume du Maroc à Berne en Suisse, chargé principalement des relations avec les organisations internationales installées à Genève particulièrement l’OMS, le BIT et le bureau européen de l’ONU après avoir occupé le poste de chargé de missions au cabinet du ministre des affaires étrangères du Maroc.
En 1963, Ahmed Fassi Fihri obtient le poste de Pacha de la ville de Meknès puis le poste de directeur de cabinet du ministre des affaires de la Mauritanie et du Sahara Marocain en 1965.
Il sera le 1er octobre 1966 le directeur fondateur du Centre National de Documentation et en 1974, le directeur fondateur de l’École des sciences de l'information. Enfin, en 1995, il devient directeur fondateur du Centre de Documentation et d’Information Multimedia.

## Participation aux Organisations Internationales
Ahmed Fassi Fihri a été élu membre au conseil du programme général d’information de l’UNESCO  puis consultant permanent de l’UNESCO dans les domaines des sciences de l’information.
Il devient également consultant permanent de la FAO (Organisation des Nations unies pour l’alimentation et l’agriculture) en ce qui concerne les systèmes AGRIS et CARIS.
De plus, il est nommé expert permanent du Secrétariat général de la Ligue des États arabes (Centre de documentation et d’information – ALDOC. Tunis, Le Caire EGYPTE) et consultant permanent de l’Organisation arabe pour les sciences administratives en Jordanie.

## Publications
Ahmed Fassi Fihri est l'auteur de plusieurs articles dans différents périodiques nationaux, régionaux et internationaux.
La majorité de ces articles concernant la documentologie, bibliothéconomie, archivistique et les sciences de l’information.
De plus il a publié plusieurs études sur demande de certaines organisations arabes, africaines et internationales. La dernière était en faveur de l’ISESCO (l'Organisation islamique pour l'éducation, les sciences et la culture) concernant la création d’un réseau d’information pour les pays islamiques.
Enfin il a participé à toutes les études concernant la création d’un réseau d’information arabe réalisées par le Secrétariat Général de la Ligue des États arabes.

## Création de systèmes internationaux de documentation et d’information
Ahmed Fassi Fihri a participé à la création de quelques système internationaux de documentation et d’information en l’occurrence : 
- Le système d’information international pour les sciences et technologies de l’agriculture (AGRIS) avec la FAO à Rome.
- Le système d’information international sur les recherches en cours concernant l’agriculture (CARIS) avec la FAO à Rome.
- Le système d’information international concernant l’environnement (INFOTERRA) – PNUE (Programme des Nations unies pour l’environnement)à Nairobi au Kenya.
- Le système africain d’information sur le développement (PADIS) à Addis-Abeba en Éthiopie.
- Réseau arabe d’information au Caire en Égypte.

## Décorations
- Wissam du trône (officier) le 3 mars 1993
- Wissam du trône (chevalier) le 3 mars 1986
- Wissam du mérite (moumtaz) en 1977